# Adam Small
Adam Small (* 21. Dezember 1936 in Wellington, Südafrika; † 25. Juni 2016 in Kapstadt) war ein südafrikanischer Schriftsteller und Geisteswissenschaftler. Er war der einzige Coloured in der Avantgardebewegung der auf Afrikaans schreibenden Sestigers. 2012 erhielt er als erster Nicht-Weißer den Hertzog-Preis.

## Leben
Als Small ein Jahr alt war, zog die Familie nach Goree bei Robertson um, wo sein Vater Jan Small – ehemals Jan Dampies – als Lehrer arbeitete und Bühnenstücke für die dortige Sonntagsschule schrieb. 1938 wurde seine Schwester geboren. Ende 1944 zog die Familie nach Retreat in den Cape Flats, wo sein Vater Schulleiter wurde. Über das Werk seines Vaters kam er mit dem Thema Armut in Berührung; seine Mutter, Fatimah Suliman, war Muslimin, sodass er mit dem Islam in Kontakt kam. Beide Faktoren beeinflussten sein Werk. 
Er besuchte die katholische St.-Columba-Schule in Athlone in den Cape Flats, studierte kurz Medizin und anschließend Philosophie an der Universität Kapstadt und erwarb dort einen Master-Abschluss mit einer Arbeit über Nicolai Hartmann und Friedrich Nietzsche. Er begann seine Laufbahn 1959 als Dozent für Philosophie an der University College of Fort Hare. 1960 wurde er zum Leiter des Philosophie-Departments an der neugegründeten Universität des Westkaps (UWC) berufen, die speziell für Coloureds eingerichtet worden war. Anfang der 1960er Jahre war er das einzige nicht-weiße Mitglied der Sestigers, deren Ziel die inhaltliche und formale Veränderung der afrikaanssprachigen Literatur war. Von 1963 bis 1965 studierte er an der Oxford University. Infolge seines politischen Engagements für das Black Consciousness Movement musste er 1973 die UWC verlassen und war eine Zeit arbeitslos, bevor er an der Witwatersrand-Universität in Johannesburg eine neue Anstellung als Leiter der Student Body Services fand. 1979 traten mehrere seiner Schriftstellerkollegen, darunter Etienne Leroux und Elsa Joubert, aus der South African Academy for the Sciences and Arts aus, weil diese sich weigerte, Small aufzunehmen. 1984 berief man Small zum Professor und Leiter des Departments für Sozialarbeit an der UWC. 1993 wurde er Senior-Professor an der UWC, 1997 wurde er emeritiert. 
Small schrieb Gedichte, Dramen und einen Roman. Er benutzte als erster Dichter das Kap-Afrikaans, die typische Sprache der Coloureds in den Cape Flats. Während der 1970er Jahre schrieb er eine Zeitlang auf Englisch. Im Mittelpunkt seines Werks steht die Rolle der Coloureds in der Apartheid. In seinen Gedichten nutzte er oft Satire, Ironie und Sarkasmus. Als sein bekanntestes Drama gilt Kanna hy kô hystoe (deutsch etwa: „Kanna: Er kommt heim“), in dem eine Coloured-Familie beschrieben wird. Der Sohn Kanna studiert in Kanada und will die Familie zum Wohlstand führen, muss aber wegen eines Todesfalls nach Kapstadt zurückkehren, sodass seine Träume platzen.
2012 erhielt Small für seine Bühnenstücke den renommierten Hertzog-Preis, der für afrikaanssprachige Literatur vergeben wird.
Adam Small bekam vier Kinder aus zwei Ehen.

## Werke
- 1957: Verse van die liefde (Gedichte), Culemborg, Kaapstad.
- 1958: Klein simbool (Prosagedichte), HAUM, Kaapstad.
- 1961: Kitaar my kruis (Gedichte), HAUM, Kaapstad.
- 1961: Die eerste steen? (Essay), HAUM, Kaapstad.
- 1963: Sê sjibbolet (Gedichte), Perskor, Johannesburg.
- 1965: Kanna hy kô hystoe (Bühnenstück), Tafelberg, Kaapstad.
- 1973: Oos wes tuis bes Distrik Ses (Gedichte), mit Fotos von Chris Jansen, Human & Rousseau, Kaapstad.
- 1975: Black, bronze and beautiful. Quatrains (Vierzeiler), AD Donker, Johannesburg.
- 1978: Orange earth (Hörspiel), erst 2013 gedruckt erschienen, Tafelberg, Kaapstad.[3]
- 1978: Joanie Galant-hulle (Bühnenstück), Perskor, Johannesburg.
- 1978: Hey, smile with me (Bühnenstück)
- 1979: Heidesee (Roman), Perskor, Johannesburg.
- 1983: Krismis van Map Jacobs (Bühnenstück), Tafelberg, Kaapstad.
- 1992: Kanna he is coming, Garland, New York.
- 2004: District Six, mit Fotos von Jansje Wissema, Fontein Publishing, Johannesburg.
- 2013: Klawerjas, Tafelberg, Kaapstad.

## Auszeichnungen
- 1981: Ehrendoktorwürde der University of Natal
- 1993: South African Order for Meritorious Service in Gold
- 1996: Ehrendoktorwürde der University of Port Elizabeth
- 2001: Ehrendoktorwürde der University of the Western Cape
- 2012: Hertzog-Preis für sein Werk als Dramatiker